# North-East Frontier Agency

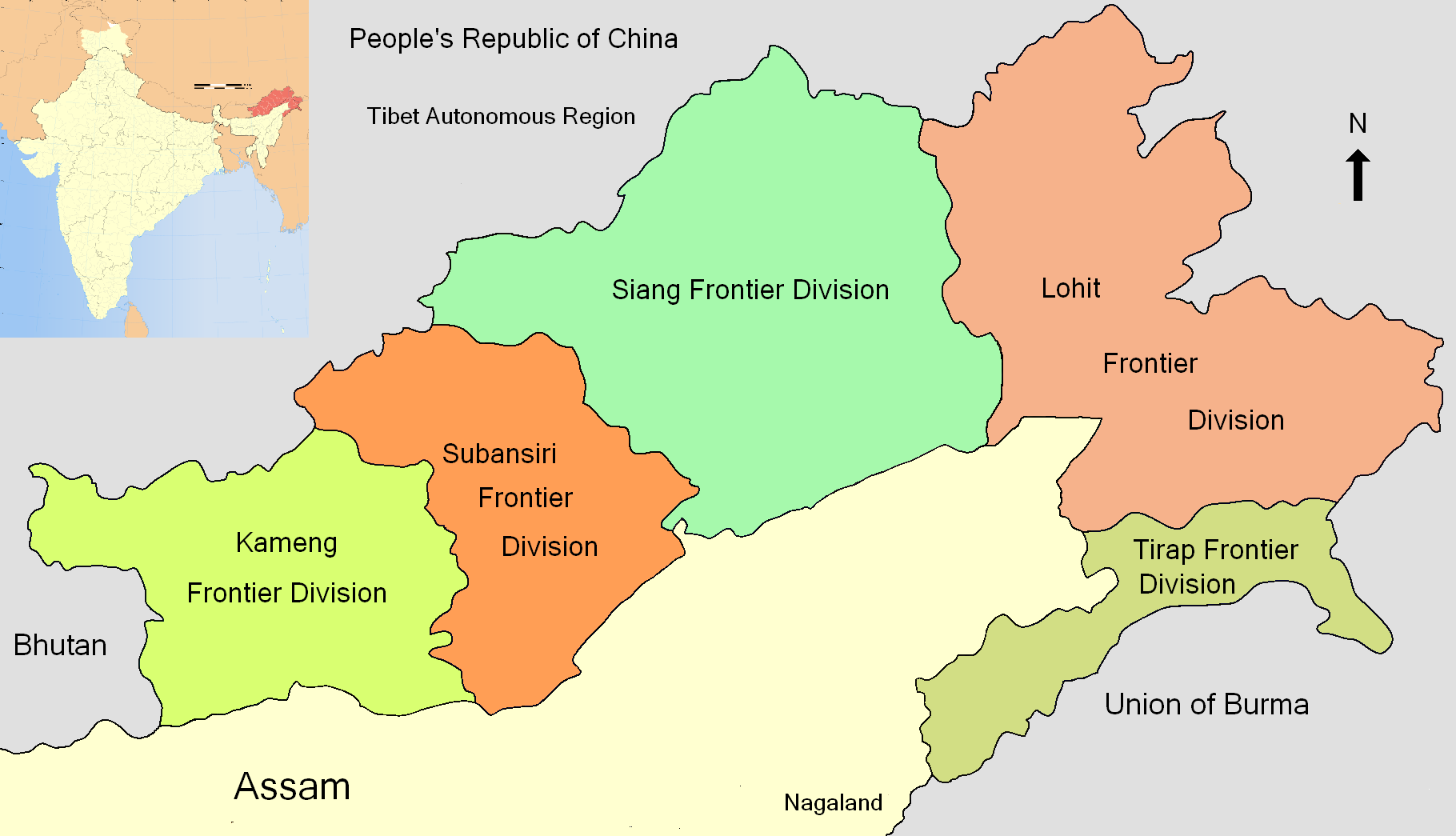
Subdivisions de la North-East Frontier Agency en 1963.

La North-East Frontier Agency (NEFA ; litt. « agence de la frontière nord-est) anciennement nommée North-East Frontier Tracts, est l'une des divisions politiques du Raj britannique puis de la république de l'Inde qui a existé jusqu'en 1972, quand elle est devenue le territoire de l'Union de l'Arunachal Pradesh. Son siège administratif était Shillong avant d'être transféré à Itanagar en 1974.